# العلاقات الأرمنية الإيطالية
العلاقات الأرمينية الإيطالية هي العلاقات الثنائية التي تجمع بين أرمينيا وإيطاليا.

## مقارنة بين البلدين
هذه مقارنة عامة ومرجعية للدولتين:
| وجه المقارنة                                              | أرمينيا                    | إيطاليا                                                  |
| --------------------------------------------------------- | -------------------------- | -------------------------------------------------------- |
| المساحة (كم2)                                             | 29.74 ألف                  | 301.34 ألف                                               |
| عدد السكان (نسمة)                                         | 2.93 مليون                 | 60.60 مليون                                              |
| الكثافة السكانية (ن./كم²)                                 | 98.52                      | 201.1                                                    |
| العاصمة                                                   | يريفان                     | روما، فلورنسا، تورينو                                    |
| اللغة الرسمية                                             | لغة أرمنية                 | اللغة الإيطالية                                          |
| العملة                                                    | درام أرميني                | يورو، ليرة إيطالية                                       |
| الناتج المحلي الإجمالي (بليون دولار)                      | 11.54 مليار                | 1.93 تريليون                                             |
| الناتج المحلي الإجمالي (تعادل القوة الشرائية) بليون دولار | 25.41 مليار                | 2.26 تريليون                                             |
| الناتج المحلي الإجمالي الاسمي للفرد دولار أمريكي          | 3.49 ألف                   | 29.96 ألف                                                |
| الناتج المحلي الإجمالي للفرد دولار أمريكي                 | 8.07 ألف                   | 35.46 ألف                                                |
| مؤشر التنمية البشرية                                      | 0.743                      | 0.873                                                    |
| رمز المكالمات الدولي                                      | +374                       | +39                                                      |
| رمز الإنترنت                                              | .am، .հայ ‏                 | .it                                                      |
| المنطقة الزمنية                                           | ت ع م+04:00، توقيت أرمينيا | توقيت وسط أوروبا، ت ع م+01:00، ت ع م+02:00، أوروبا/روما ‏ |

## مدن متوأمة
في ما يلي قائمة باتفاقيات التوأمة بين مدن أرمينية وإيطالية:
- ترتبط ديليجان مع "نويل" باتفاقية توأمة.
- ترتبط يريفان مع البندقية باتفاقية توأمة منذ 1974.

## منظمات دولية مشتركة
يشترك البلدان في عضوية مجموعة من المنظمات الدولية، منها:
| علم المنظمة | اسم المنظمة                               | تاريخ انضمام أرمينيا | تاريخ انضمام إيطاليا |
| ----------- | ----------------------------------------- | -------------------- | -------------------- |
|             | مجلس أوروبا                               | 25 يناير 2001        | 5 مايو 1949          |
|             | منظمة التجارة العالمية                    | 5 فبراير 2003        | 1995                 |
|             | المنظمة الأوروبية لسلامة الملاحة الجوية   | 2006                 | 1996                 |
|             | الاتحاد البريدي العالمي                   | ?                    | ?                    |
|             | يونسكو                                    | 9 يونيو 1992         | ?                    |
|             | الفريق المعني برصد الأرض                  | ?                    | ?                    |
|             | مؤسسة التمويل الدولية                     | 18 أبريل 1995        | 27 ديسمبر 1956       |
|             | المركز الدولي لتسوية المنازعات الاستشارية | 16 أكتوبر 1992       | 28 أبريل 1971        |
|             | بنك التنمية الآسيوي                       | 2005                 | 1966                 |
|             | منظمة حظر الأسلحة الكيميائية              | ?                    | ?                    |
|             | مؤسسة التنمية الدولية                     | 25 أغسطس 1993        | 24 سبتمبر 1960       |
|             | منظمة الأمن والتعاون في أوروبا            | 30 يناير 1992        | 25 يونيو 1973        |
|             | وكالة ضمان الاستثمار متعدد الأطراف        | 5 ديسمبر 1995        | 29 أبريل 1988        |
|             | الاتحاد الدولي للاتصالات                  | 30 يونيو 1992        | 1866                 |
|             | منظمة الشرطة الجنائية الدولية             | ?                    | ?                    |
|             | الأمم المتحدة                             | 2 مارس 1992          | 14 ديسمبر 1955       |
|             | البنك الدولي للإنشاء والتعمير             | 16 سبتمبر 1992       | 27 مارس 1947         |

## وصلات خارجية
- موقع وزارة الخارجية الأرمينية
- موقع وزارة الخارجية الإيطالية